# What Kind of Man
«What Kind of Man» — песня британской рок-группы Florence and the Machine, выпущенная 12 февраля 2015 года как первый сингл из их третьего студийного альбома How Big, How Blue, How Beautiful.
7 декабря 2015 года песня была номинирована на премию Грэмми-2016 в категориях Лучшая рок-песня и Лучшее рок-исполнение (в итоге проиграв песне «Don’t Wanna Fight» группы Alabama Shakes).

## История
Песня получила положительные отзывы музыкальной критики и интернет-изданий. Эл Хорнер из NME написал: «В музыкальном плане это грандиозно. Вагнеровские бэк-вокалы и роговые взрывы превращают „What Kind Of Man“ в зрелище, достойное нового статуса хедлайнера фестивалей». Ди Локетт из Vulture назвал ее «зажигательным рокером». Эндрю Унтербергер из Spin отметил, что песня «начинается с простоя, но быстро оказывается равной [„Ship to Wreck“], с неожиданным появлением толстой гитарной партии и царственного салюта из рога, который дает Флоренс инструментальную поддержку, которую она заслуживает, когда порицает нелюбимого».

## Чарты

### Еженедельные чарты
| Чарты (2015)                                 | Высшая позиция |
| -------------------------------------------- | -------------- |
| Австралия (ARIA)                             | 16             |
| Австрия (Ö3 Austria Top 40)                  | 52             |
| Бельгия/Фландрия (Ultratop 50)               | 50             |
| Бельгия/Фландрия (Ultratip Bubbling Under)   | 1              |
| Бельгия/Валлония (Ultratip Bubbling Under)   | 37             |
| Канада (Billboard Canadian Hot 100)          | 46             |
| Канада (Billboard Rock)                      | 2              |
| Франция (SNEP)                               | 74             |
| Ирландия (IRMA)                              | 31             |
| Италия (FIMI)                                | 86             |
| Новая Зеландия (Recorded Music NZ)           | 34             |
| Шотландия (OCC Scotland)                     | 25             |
| Испания (PROMUSICAE)                         | 44             |
| Швейцария (Schweizer Hitparade)              | 42             |
| Великобритания (OCC UK Singles)              | 37             |
| США (Billboard Hot 100)                      | 88             |
| США (Billboard Hot Rock & Alternative Songs) | 7              |
| США (Billboard Rock & Alternative Airplay)   | 7              |
| США (Billboard Adult Alternative Songs)      | 1              |
| США (Billboard Alternative Airplay)          | 8              |

## Сертификации
| Регион                                                                      | Сертификация | Продажи |
| --------------------------------------------------------------------------- | ------------ | ------- |
| Австралия (ARIA)                                                            | Платиновый   | 70 000  |
| Великобритания (BPI)                                                        | Серебряный   | 200 000 |
| США (RIAA)                                                                  | Золотой      | 500 000 |
| Данные о продажах + прослушиваниях приведены только на основе сертификации. |              |         |